# Chaudière-Appalaches
Pour les articles homonymes, voir Chaudière (homonymie) et Appalaches.
La Chaudière-Appalaches est une région administrative du Québec, située sur la rive sud du fleuve Saint-Laurent à l'entrée de l'estuaire fluvial. Sa superficie est de 16 130 km2 dont 15 074 km2 sont terrestres, soit 1 % du territoire québécois. L'agglomération urbaine de Lévis, voisine de la ville de Québec, est son principal pôle économique. Le nom de la région fait référence à deux caractéristiques géographiques importantes : la Chaudière, rivière traversant le cœur de la sous-région beauceronne, et les Appalaches, une chaîne de montagnes située à cheval avec les États-Unis.

## Géographie humaine
Elle est bordée au nord-est par la région du Bas-Saint-Laurent, au sud-est par les États-Unis (État du Maine), au sud par la région de l'Estrie, à l'ouest par la région du Centre-du-Québec et au nord par la région de la Capitale-Nationale, séparée de cette dernière par le fleuve Saint-Laurent.
Elle est composée de dix municipalités régionales de comté (MRC) et de 136 municipalités.

### Paliers supralocaux
| Nom                | Chef-lieu                   | Population 2021 | Superficie (km2) | Densité (h/km2) | Ref. |
| ------------------ | --------------------------- | --------------- | ---------------- | --------------- | ---- |
| Les Appalaches     | Thetford Mines              | 43 412          | 1 911,83         | 22,71           |      |
| Montmagny          | Montmagny                   | 22 481          | 1 722,5          | 13,05           |      |
| L'Islet            | Saint-Jean-Port-Joli        | 17 598          | 2 448,5          | 7,19            |      |
| Lotbinière         | Sainte-Croix                | 34 586          | 1 687            | 20,5            |      |
| La Nouvelle-Beauce | Sainte-Marie                | 37 988          | 905,58           | 41,95           |      |
| Lévis              |                             | 149 683         | 497              | 301,17          |      |
| Les Etchemins      | Lac-Etchemin                | 16 927          | 1 810,05         | 9,35            |      |
| Beauce-Sartigan    | Saint-Georges               | 53 384          | 1 954,5          | 27,31           |      |
| Bellechasse        | Saint-Lazare-de-Bellechasse | 38 000          | 1 751,06         | 21,7            |      |
| Beauce-Centre      | Beauceville                 | 19 253          | 844,8            | 22,79           |      |
| Total              | Total                       | 433 312         | 15 676,75        | 27,64           |      |

### Sous-régions historiques et culturelles

#### Région lévisienne

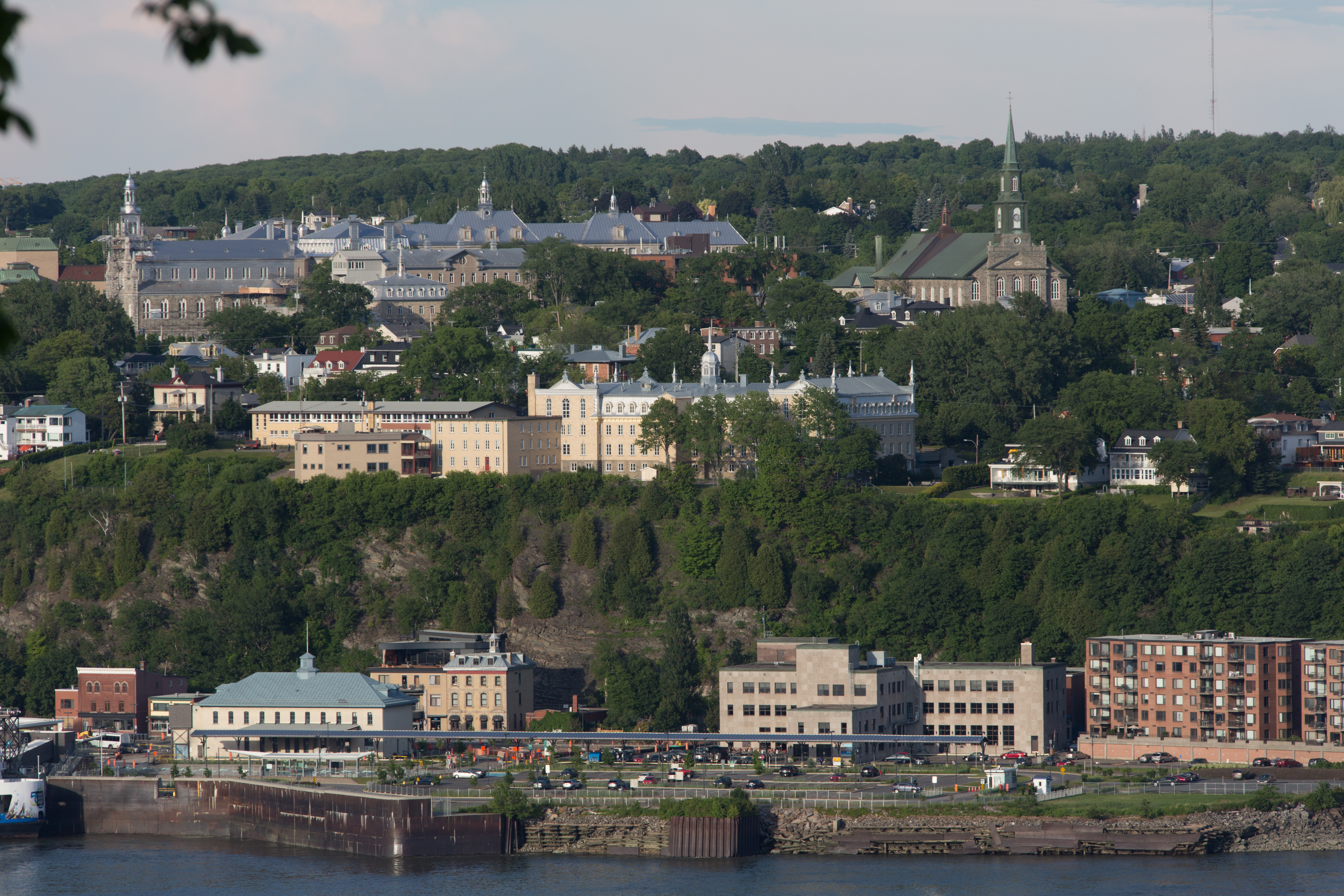
Lévis est la plus grande ville de la Chaudière-Appalaches.

La région de Lévis se situe à la rencontre du fleuve Saint-Laurent et de la rivière Chaudière, en face de la ville de Québec, avec qui elle forme la région de Québec.
La région de Lévis, avec près de 150 000 habitants, constitue le plus important pôle économique de la Chaudière-Appalaches. C'est aussi là que la croissance démographique de la Chaudière-Appalaches est la plus forte.
Lévis occupe depuis le tout début de la Nouvelle-France une position stratégique. Elle a été le lieu de nombreuses batailles et ce depuis les affrontements avec les Amérindiens jusqu'à la guerre de 1812. C'est à Lévis que les caisses Desjardins furent créées par Alphonse Desjardins.

#### Côte-du-Sud

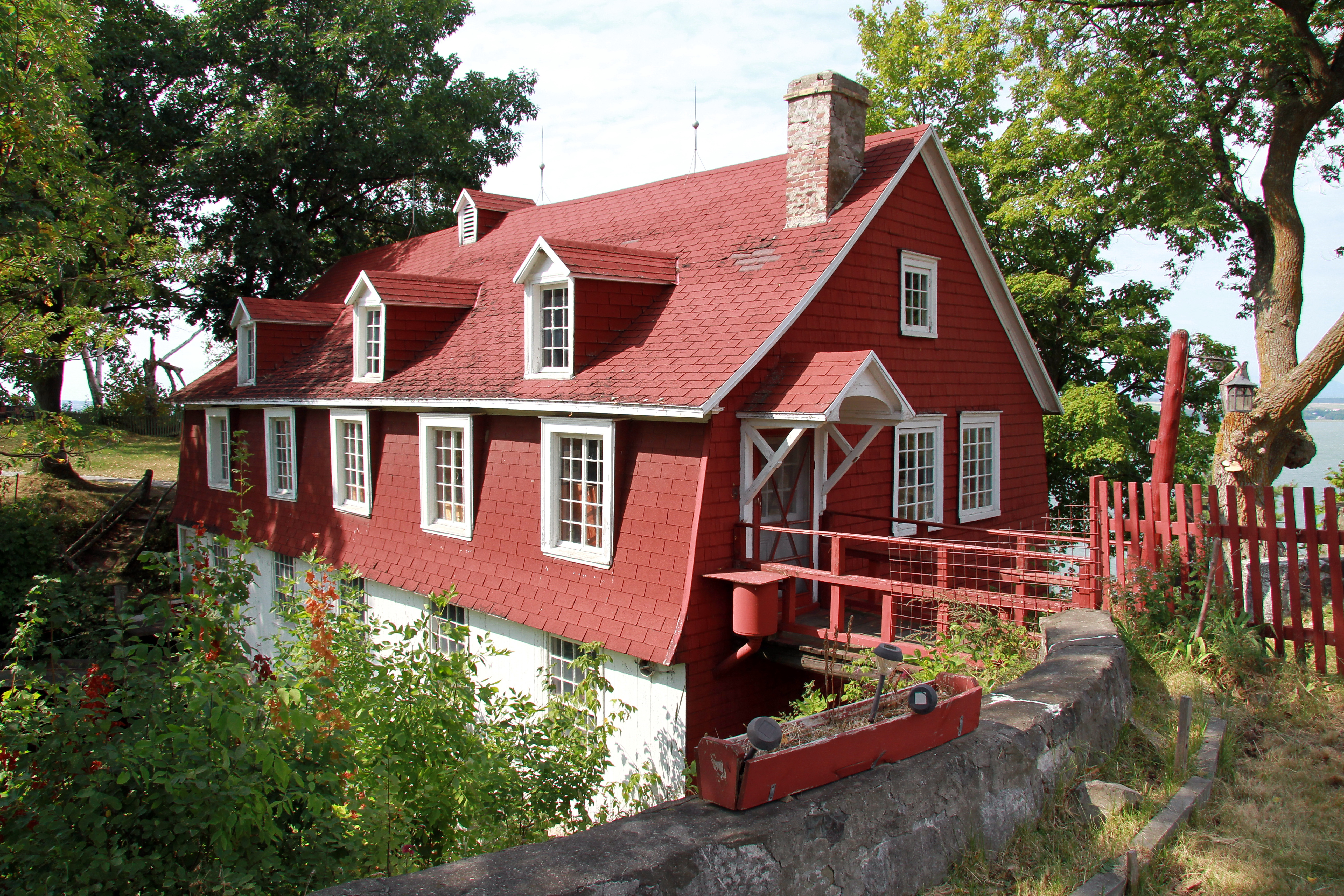
Moulin de Beaumont

La Côte-du-Sud est une région historique et culturelle regroupant les MRC de Bellechasse, de Montmagny et de L'Islet mais aussi de Kamouraska dans la région voisine du Bas-Saint-Laurent. Elle compte plus de 75 000 habitants pour sa partie en Chaudière-Appalaches.
La Côte-du-Sud est une des premières régions à être colonisée au début de la Nouvelle-France. Effectivement, la première seigneurie sudcôtoise fut octroyée à Jean Pelletier à Saint-Roch-des-Aulnaies en 1656. Par la suite, d'autres colons s'établirent en Côte-du-Sud, portant à la fin du régime français la population à environ 10 000 habitants sur les 60 000 que comptait la Nouvelle-France. Pendant le XIXe siècle, le manque de terre pour la populeuse Côte-du-Sud força les habitants à l'émigration. Avec l'avènement du chemin de fer, l'ouverture de nouvelles terres de colonisation (par exemple au Lac Saint-Jean au milieu du XIXe siècle et en Abitibi vers les années 1930) fit que la région devint une terre d'émigration. De ce fait, la population cessa de croître et même diminua. Encore aujourd'hui, la région sudcôtoise a un bilan migratoire négatif.

#### Beauce

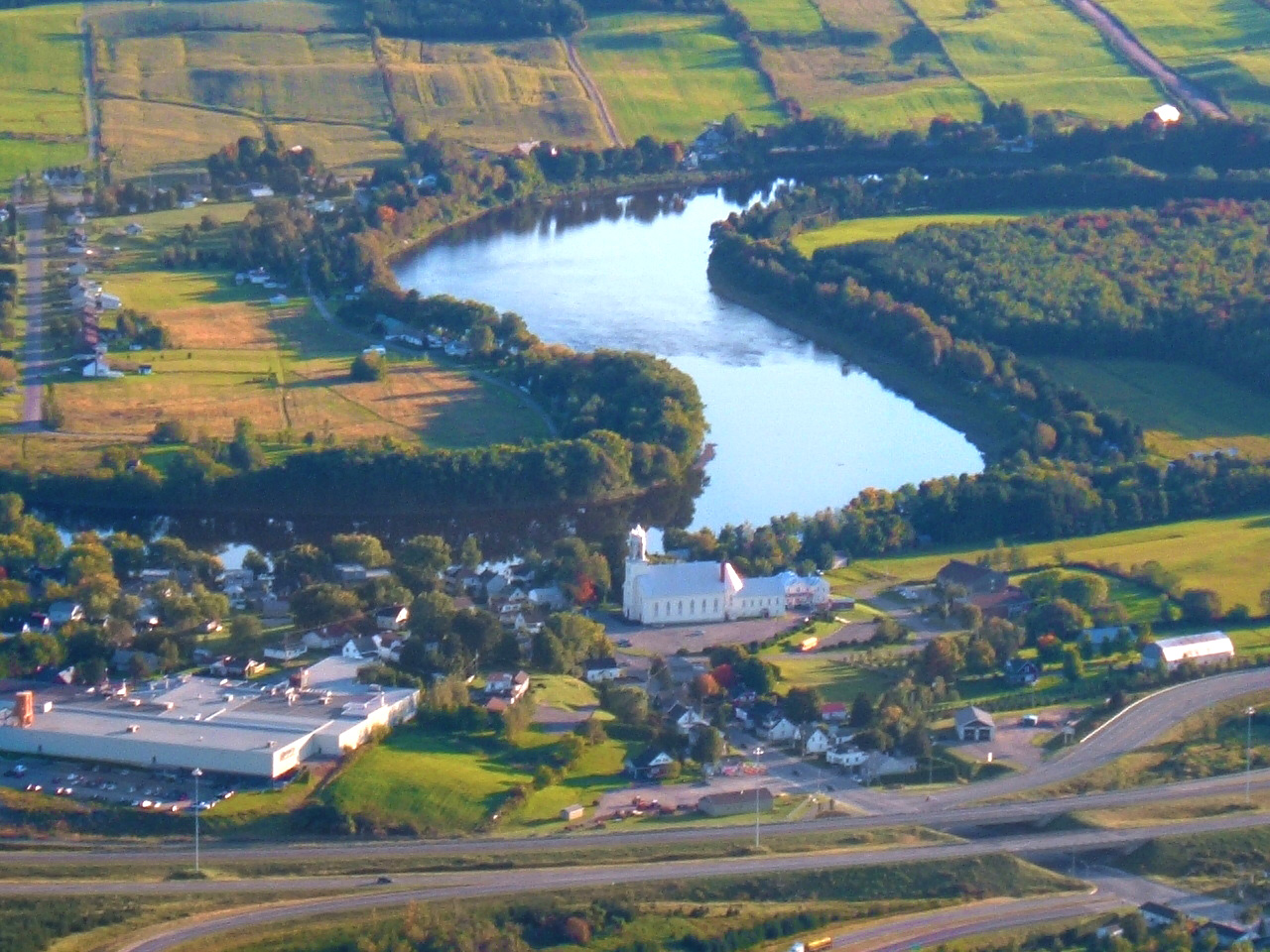
La Beauce occupe la vallée de la rivière Chaudière.

La Beauce est une région culturelle et historique de la vallée de la Chaudière qui possède une forte identité. Depuis le début de la colonie, cette région s'est différenciée par de fameuses expressions telles que les jarrets noirs (dû entre autres aux nombreux marécages au temps de la Nouvelle-France à cause desquels les pantalons des Beaucerons se salissaient pour aller à Québec), ou le royaume de la PME (la Beauce est reconnue pour la forte proportion de PME dans son économie).
Le territoire beauceron compte plus de 100 000 habitants répartis dans trois MRC : celles de Beauce-Sartigan, de La Nouvelle-Beauce et Beauce-Centre.
La Beauce est une des régions les plus fécondes de la Chaudière-Appalaches ; la croissance sera d'autant plus soutenue par un solde migratoire relativement bon.

#### Lotbinière, Sainte-Croix et Beaurivage

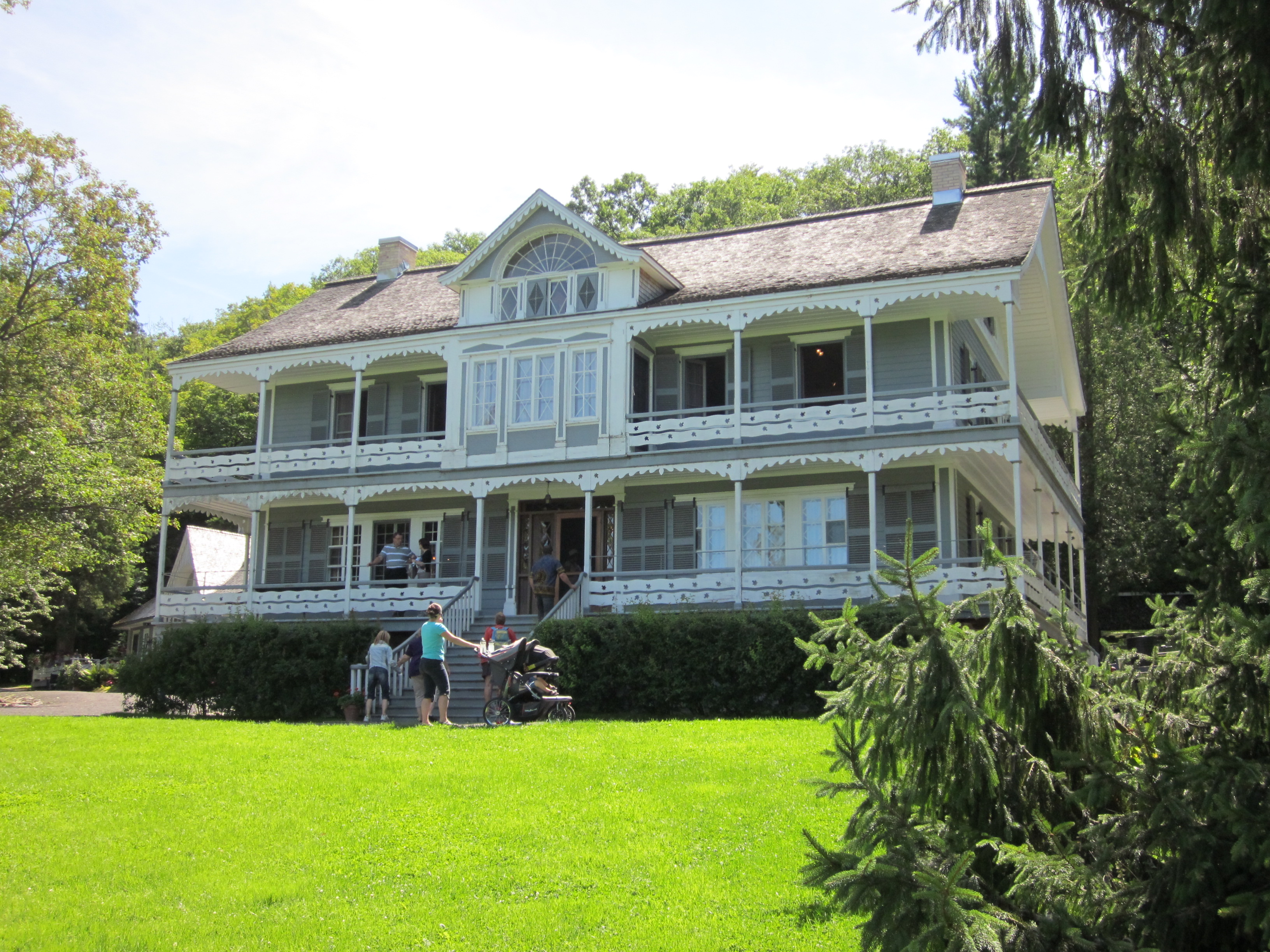
La maison de Pointe-Platon

Le territoire de la MRC de Lotbinière contient les restants de trois seigneuries principales (Seigneurie de Lotbinière, Seigneurie de Sainte-Croix et Seigneurie de Beaurivage) qui ont été colonisées plus tard que d'autres régions de la Chaudière-Appalaches.
Les plus vieux points du territoire sont sur la rive du fleuve Saint-Laurent, où il y existe des traces du passé.
Le territoire voit un plus grand attrait au XIXe siècle, siècle où une grande partie des municipalités du territoire apparaissent, notamment par les nouvelles routes et nouveaux chemins de fer qui sont créés. L'attrait envers ce territoire se poursuivra également au XXe siècle et au XXIe siècle. C'est par cet attrait envers la région que plusieurs entreprises phares sont créées et continuent de façonner l'histoire de la région.
Par sa situation géographique, la culture du territoire est influencée par les régions historiques avoisinantes, telles que la région Lévisienne, la Beauce, la région de Thetford et les Bois-Francs.

#### Thetford

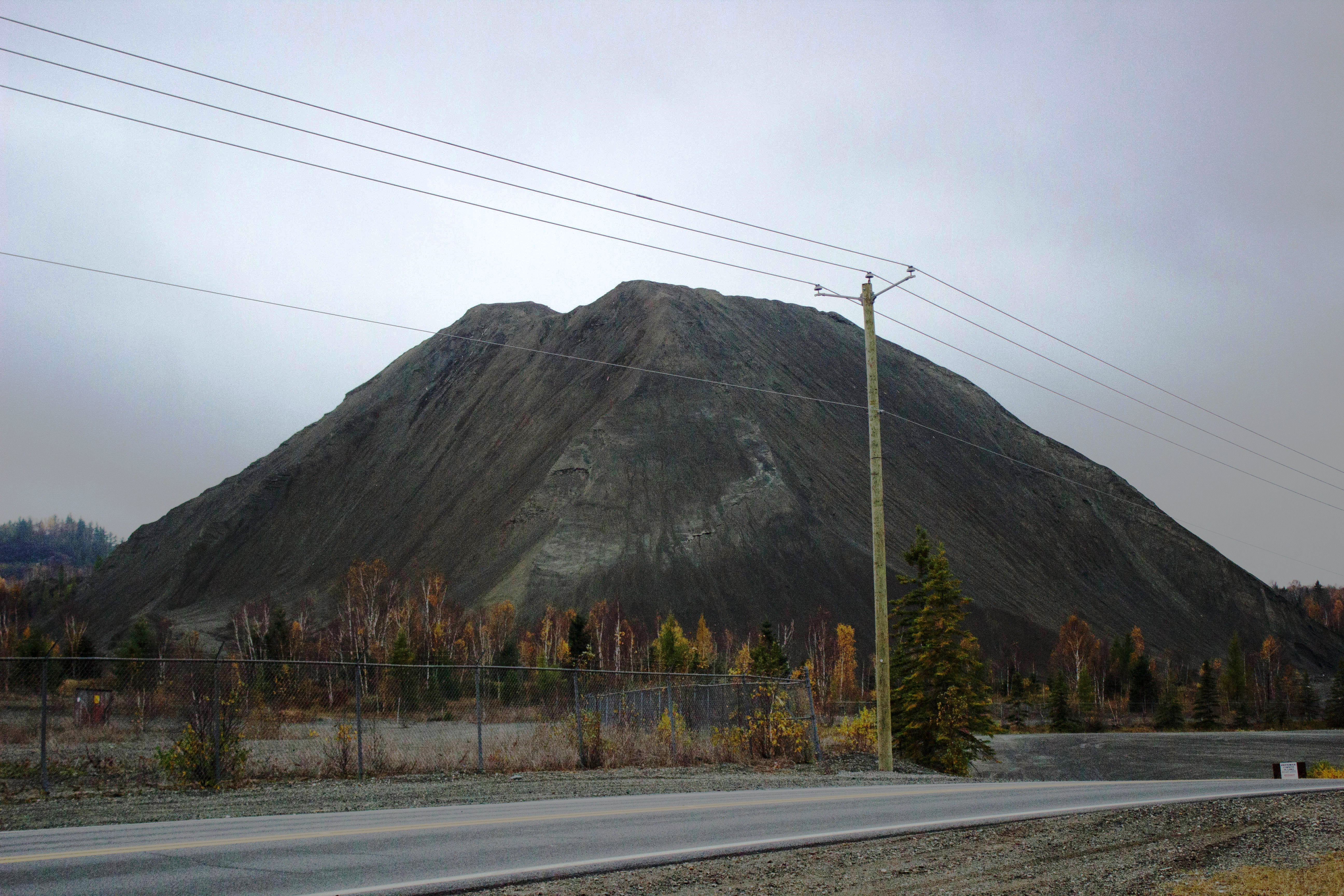
Pierres près de Black Lake

La région de Thetford, liée à plusieurs territoires périphériques, retrouve une grande partie de son territoire dans la chaîne de montagnes des Appalaches. La ville de Thetford Mines et les anciennes municipalités qui y sont annexées de nos jours (Black Lake, Robertsonville, Pontbriand) forment le point central de cette région.
Au début de son histoire, cette région fait partie des Cantons-de-l'Est, ce qui explique en partie le découpage de son territoire et les noms qui y apparaissent. La découverte de gisements d'amiante à partir de 1877 dans la région crée un engouement économique important et y donne ainsi le toponyme de région de l'amiante. Depuis les années 1970, dû à des controverses sur l'industrie de l'amiante, la région voit un déclin économique important. Elle voit ainsi la fermeture de mines qui laissent des traces visibles et qui compliquent le futur de ce territoire.
À la recherche de nouvelles vocations économiques, cette région voit tout-de-même un certain intérêt qui réduit le déclin et qui a le potentiel de la faire revivre.

## Géographie physique
Sont répartis sur son territoire, en ordre d'importance : les forêts (63,6 %), les terres agricoles (19,2 %), les milieux humides (7,6 %), les eaux (6,5 %) et finalement les surfaces artificielles (3,1 %).

### Relief
La région est constituée, d'une part, par la plaine agricole des basses-terres du Saint-Laurent, et d'autre part, par différents petits massifs reliés à la chaîne des Appalaches. L'altitude minimale est de 0 m au fleuve Saint-Laurent, tandis que l'altitude maximale est de 917 m au mont Saint-Magloire (massif du Sud). Elle est traversée en son centre par les monts Notre-Dame, une constituante des Appalaches.
La Chaudière-Appalaches est divisée en trois zones physiographiques principales :
- Le littoral, mieux connu sous le nom de la région écologique de la plaine du Saint-Laurent, recouvre 20 % de l’aire de la région. Il est caractérisé par sa basse altitude (généralement moins de 150 mètres de hauteur)
- La vallée de la rivière Chaudière, dont le bassin hydrographique occupe approximativement 44 % du territoire.
- La totalité des plateaux appalachiens, également appelée région écologique des coteaux des Basses-Appalaches, recouvre la majorité du territoire régional. Quelques-uns de ses sommets peuvent mesurer 500 mètres de hauteur, allant parfois jusqu'à 800 mètres, mais l’altitude typique de cette zone se situe entre 150 et 400 mètres d’altitude.

### Hydrographie
Outre le fleuve Saint-Laurent, la Chaudière-Appalaches est arrosée par de nombreuses rivières prenant leur source dans les Appalaches. La plus importante est sans conteste la rivière Chaudière, longue de 185 km, et prenant sa source dans le lac Mégantic. Elle est suivie par les rivières Etchemin, du Sud et Beaurivage. On y retrouve une concentration relativement faible de lacs. Elle partage cependant avec la région de l'Estrie, à sa frontière sud, deux vastes plans d'eau : le Grand lac Saint-François et le lac Aylmer. De plus petits lacs sont disséminés à travers son territoire : le lac Etchemin, le lac du Huit, le lac Trois Saumons, le lac Sainte-Anne, etc.

### Climat et végétation
Malgré des hivers froids ainsi que de nombreuses précipitations, le climat continental humide de la région lui assure aussi des étés très doux et très agréables, propices à bon nombre d’activités extérieures. Quant à la végétation, elle est principalement constituée d’une forêt mixte qui recouvre 74 % de l’aire du lieu. Trois domaines bioclimatiques sont présents : celui de l’érablière à tilleul, celui de l’érablière à bouleaux jaune et celui de la sapinière à bouleaux jaune.

## Démographie

### Principales villes et municipalités
| 1 | Lévis                  | Lévis              | 149 683 |
| 2 | Saint-Georges          | Beauce-Sartigan    | 32 935  |
| 3 | Thetford Mines         | Les Appalaches     | 26 072  |
| 4 | Sainte-Marie           | La Nouvelle-Beauce | 13 134  |
| 5 | Montmagny              | Montmagny          | 10 999  |
| 6 | Beauceville            | Beauce-Centre      | 6 185   |
| 7 | Saint-Joseph-de-Beauce | Beauce-Centre      | 5 014   |
| 8 | Disraeli               | Les Appalaches     | 2 360   |
| 9 | Saint-Pamphile         | L'Islet            | 2 274   |

| 1  | Saint-Apollinaire       | Lotbinière         | 7 968 |
| 2  | Saint-Lambert-de-Lauzon | La Nouvelle-Beauce | 6 817 |
| 3  | Saint-Henri             | Bellechasse        | 5 813 |
| 4  | Saint-Agapit            | Lotbinière         | 4 505 |
| 5  | Saint-Anselme           | Bellechasse        | 4 047 |
| 6  | Lac-Etchemin            | Les Etchemins      | 4 028 |
| 7  | L'Islet                 | L'Islet            | 3 803 |
| 8  | Saint-Prosper           | Les Etchemins      | 3 596 |
| 9  | Sainte-Claire           | Bellechasse        | 3 526 |
| 10 | Saint-Jean-Port-Joli    | L'Islet            | 3 329 |

### Suivi historique
| 1986    | 1991    | 1996    | 2001    | 2006    | 2011    | 2016    | 2021    |
| ------- | ------- | ------- | ------- | ------- | ------- | ------- | ------- |
| 356 768 | 367 953 | 380 496 | 383 423 | 393 669 | 410 878 | 420 082 | 433 312 |

### Profil démographique
- Population : 433 312 (2021)
- Superficie : 15 216 km2
- Densité : 26,5 hab./km2
- Taux de natalité : 11,3 ‰ (2010)
- Taux de mortalité : 7,0 ‰ (2010)
- Indice synthétique de fécondité : 2,0 (2010)

- Naissances : 4 574 (2010)
- Décès : 2 830 (2010)
- Accroissement naturel : 1 824 (2010)

Source : Institut de la statistique du Québec

### Croissances et décroissances
À l'instar du regain de fécondité du Québec en 2006, la Chaudière-Appalaches n'échappe pas à cette remontée, affichant une fécondité supérieure à la moyenne québécoise. Même si certaines municipalités régionales de comté (MRC) affichent une décroissance de population, la population globale de Chaudière-Appalaches augmente grâce à la forte vitalité démographique de la région de Lévis et de la Beauce. Selon le scénario A de référence de l'Institut de la statistique du Québec, la population de la région administrative en 2011 devrait atteindre 397 458 habitants, or ce chiffre est déjà dépassé. Si la tendance se maintient, la région peut espérer une décroissance de la population repoussée au-delà de 2015.
Les MRC et territoires équivalents en croissance démographique (2006) :
- Lévis (+1,62 %)
- La Nouvelle-Beauce (+1,20 %)
- Beauce-Sartigan (+0,50 %)
- Lotbinière (+0,35 %)

Les MRC et territoires équivalents en décroissance démographique (2006) :
- Beauce-Centre (-0,13 %)
- Montmagny (-0,26 %)
- Bellechasse (-0,34 %)
- Les Appalaches (-0,53 %)
- Les Etchemins (-0,64 %)
- L'Islet (-0,85 %)

Cette réalité semble différente en 2021, alors que plusieurs MRCs qui étaient en décroissance sont maintenant en croissance. Les MRCs qui voient le plus de décroissance sont celles plus loin des grands centres urbains, ce qui peut démontrer un engouement à créer de l'étalement urbain parmi les MRCs et territoires équivalents en croissance.
Les MRC et territoires équivalents en croissance démographique (2021) :
- Lotbinière (+9,00 %)
- Lévis (+4,40 %)
- La Nouvelle-Beauce (+3,30 %)
- Les Appalaches (+2,50 %)
- Les Etchemins (+2,40 %)
- Bellechasse (+2,10 %)
- Beauce-Sartigan (+1,90 %)
- Beauce-Centre (+0,70 %)

Les MRC et territoires équivalents en décroissance démographique (2021) :
- Montmagny (-1,00 %)
- L'Islet (-1,10 %)

Source

## Administration
La région de la Chaudière-Appalaches est composée de 136 municipalités locales réparties dans 10 municipalités régionales de comté (MRC).

## Politique

### Ministre responsable
| Années | Années          | Député             | Parti                   |
| ------ | --------------- | ------------------ | ----------------------- |
|        | 2003 - 2008     | Carole Théberge    | Parti libéral du Québec |
|        | 2008 - 2012     | Laurent Lessard    | Parti libéral du Québec |
|        | 2012 - 2014     | Agnès Maltais      | Parti québécois         |
|        | 2014 - 2018     | Dominique Vien     | Parti libéral du Québec |
|        | 2018 - 2021     | Marie-Eve Proulx   | Coalition avenir Québec |
|        | 2021 - 2022     | André Lamontagne   | Coalition avenir Québec |
|        | 2022 - en cours | Bernard Drainville | Coalition avenir Québec |

### Circonscriptions électorales

#### Circonscriptions électorales provinciales

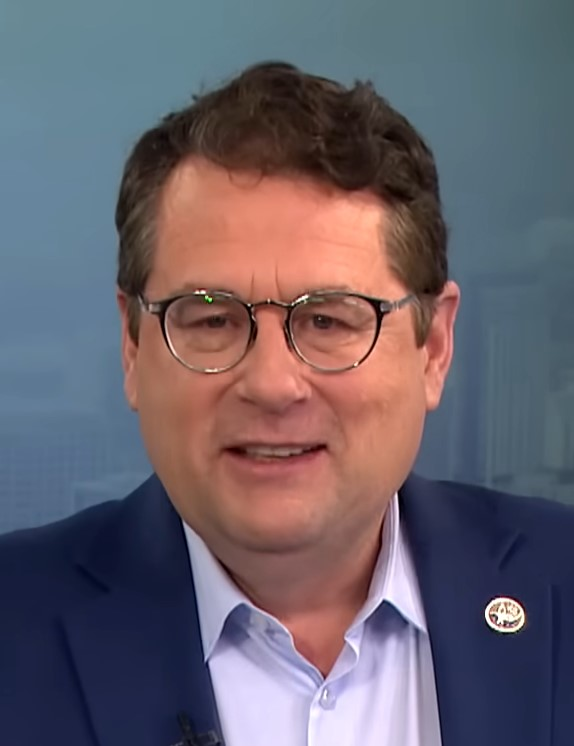
Bernard Drainville, député de Lévis depuis 2022, est le ministre responsable de la Chaudière-Appalaches.

Après qu'un raz-de-marée adéquiste a soufflé sur la région aux élections provinciales de 2007, où toutes les circonscriptions avaient été raflées par l'Action démocratique du Québec à l'exception de Frontenac, la débandade provinciale du parti n'a pas fait exception dans la région, bien que beaucoup moins fortement qu'ailleurs. En fait, quatre des sept députés élus de l'ADQ aux élections du 8 décembre 2008 l'ont été dans cette région. Le Parti libéral du Québec a refait surface dans ce qui traditionnellement constitue l'un de ses bastions, reprenant trois sièges à l'ADQ. La Chaudière-Appalaches demeure cependant l'une des régions les plus à droite et conservatrices de l'échiquier politique provincial. Aux élections de 2012 et de 2014, les députés sont demeurés les mêmes dans la région, soient trois caquistes et quatre libéraux. Lors des élections de 2018, la Coalition avenir Québec remporte l'ensemble des circonscriptions de la région.
- Beauce-Nord : Luc Provençal (CAQ)
- Beauce-Sud : Samuel Poulin (CAQ)
- Bellechasse : Stéphanie Lachance (CAQ)
- Chutes-de-la-Chaudière : Martine Biron (CAQ)
- Côte-du-Sud : Mathieu Rivest (CAQ)
- Lotbinière-Frontenac : Isabelle Lecours (CAQ)
- Lévis : Bernard Drainville (CAQ)

#### Circonscriptions électorales fédérales

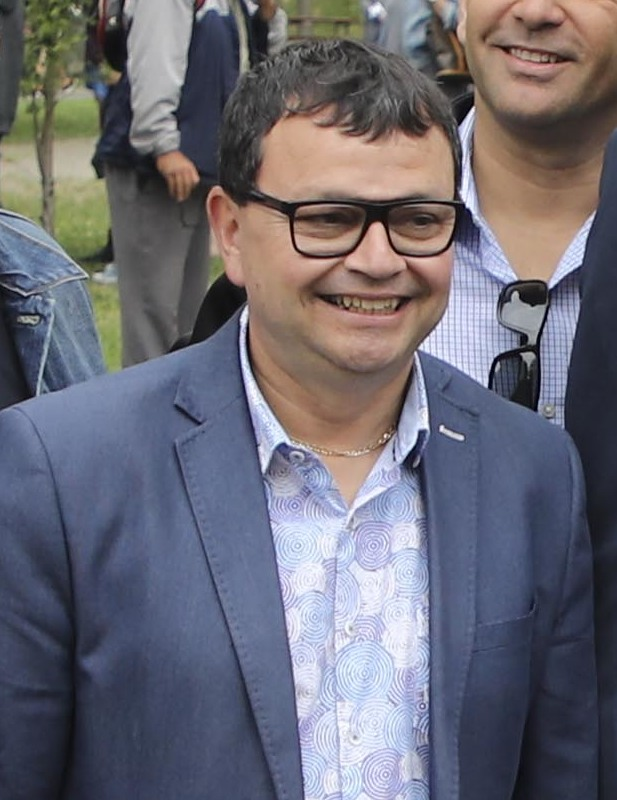
Jacques Gourde, député fédéral de Lévis—Lotbinière depuis 2006, est le doyen des députés de la région.

La Chaudière-Appalaches est une région très fertile pour le Parti conservateur du Canada, où il obtient souvent des très bons résultats. La région a été la seule région québécoise où les conservateurs ont résisté à la vague orange de 2011, à l'exception de Roberval—Lac-Saint-Jean, circonscription de Denis Lebel.
- Beauce : Jason Groleau (PCC)
- Bellechasse—Les Etchemins—Lévis : Dominique Vien (PCC)
- Lévis—Lotbinière : Jacques Gourde (PCC)
- Mégantic—L'Érable : Luc Berthold (PCC)
- Montmagny—L'Islet—Kamouraska—Rivière-du-Loup : Bernard Généreux (PCC)

Côte-du-Sud—Rivière-du-Loup—Kataskomiq—Témiscouata

## Santé
Centre intégré de santé et de services sociaux de la Chaudière-Appalaches:
Centres locaux de services communautaires (CLSC)
- CLSC de Montmagny
- CLSC d'Adstock
- CLSC d'Armagh
- CLSC d'East-Broughton
- CLSC de Disraeli
- CLSC de La Guadeloupe
- CLSC de Laurier-Station
- CLSC de Saint-Antoine-de-l'Isle-aux-Grues
- CLSC de Saint-Fabien-de-Panet
- CLSC de Saint-Gédéon-de-Beauce
- CLSC de Saint-Georges
- CLSC de Saint-Joseph-de-Beauce
- CLSC de Saint-Lazare-de-Bellechasse
- CLSC de Saint-Pamphile
- CLSC de Thetford Mines
- CLSC et centre d'hébergement de Beauceville
- CLSC et centre d'hébergement de Lac-Etchemin
- CLSC et centre d'hébergement de Montmagny
- CLSC et centre d'hébergement de Saint-Jean-Port-Joli
- CLSC et centre d'hébergement de Saint-Prosper
- CLSC et centre d'hébergement de Sainte-Marie
- CLSC et Unité de médecine familiale de Saint-Romuald

- Maison de naissance MIMOSA

- Santé au travail de Saint-Georges
- Santé au travail de Saint-Jean-Chrysostome
- Santé au travail de Thetford Mines

## Éducation

### Enseignement primaire et secondaire
La région est divisée en cinq centres de services scolaires et une commission scolaire, sous l'égide du ministère de l'Éducation du Québec.

#### Centre de services scolaire des Appalaches
Le Centre de services scolaire des Appalaches (anciennement la Commission scolaire des Appalaches) dessert les territoires suivants :
- Les Appalaches, Arthabaska (Saints-Martyrs-Canadiens), Le Haut-Saint-François (Saint-Gérard), Le Granit (Stratford) et L'Érable (Saint-Ferdinand)

#### Centre de services scolaire de la Beauce-Etchemin
Le Centre de services scolaire de la Beauce-Etchemin (anciennement la Commission scolaire de la Beauce-Etchemin) dessert les territoires suivants :
- Beauce-Sartigan, Les Etchemins, La Nouvelle-Beauce (à l'exception de Saint-Lambert-de-Lauzon), Beauce-Centre, Lotbinière (Saint-Narcisse-de-Beaurivage, Saint-Patrice-de-Beaurivage et Saint-Sylvestre) et Le Granit (Courcelles, Saint-Ludger, Saint-Robert-Bellarmin)

#### Centre de services scolaire de la Côte-du-Sud
Le Centre de services scolaire de la Côte-du-Sud (anciennement la Commission scolaire de la Côte-du-Sud) dessert les territoires suivants :
- Bellechasse (à l'exception de Saint-Henri), L'Islet (à l'exception de Sainte-Louise et Saint-Roch-des-Aulnaies) et Montmagny

#### Centre de services scolaire des Navigateurs
Le Centre de services scolaire des Navigateurs (anciennement la Commission scolaire des Navigateurs) dessert les territoires suivants :
- Lévis, Lotbinière (à l'exception de Val-Alain), Bellechasse (Saint-Henri) et La Nouvelle-Beauce (Saint-Lambert-de-Lauzon)

#### Commission scolaire Central Québec
La Commission scolaire Central Québec, de régime linguistique anglais, dessert l'entièreté de la région administrative.

### Enseignement supérieur
Trois collèges d'enseignement général et professionnel sont situés en Chaudière-Appalaches :
- Cégep Beauce-Appalaches à Saint-Georges
- Cégep de Lévis à Lévis
- Cégep de Thetford à Thetford Mines

## Activités économiques

### Ressources naturelles
Les ressources naturelles de la Chaudière-Appalaches se résument principalement 
- à ses forêts (qui occupent d’ailleurs les trois quarts de son territoire),
- à son riche sous-sol qui regorge de matériaux tels l’amiante, la pierre, le sable et le gravier et
- à ses terres fertiles.

L’industrie forestière, qui produit essentiellement de la pâte à papier et  du bois de chauffage ou de construction est très prospère.
Cependant, le domaine minier, qui repose sur le commerce de la fibre d’amiante, souffre depuis quelques années d’une baisse continuelle du nombre d’emplois.
Le secteur agricole, quant à lui, est axé sur l’élevage de porcs et la production laitière. Avec ses terrains qui occupent environ 508 000 hectares et ses quelque 6 000 fermes, il a permis à la région d’atteindre le statut de deuxième région agricole la plus importante du Québec. En effet, la Chaudière-Appalaches compte 19 % des fermes et 18,5 % des revenus agricoles bruts de la province.

### Industries importantes
L’économie industrielle s’appuie principalement sur la plasturgie, l’agriculture, la pétrochimie, la métallurgie, l’industrie du textile ainsi que les nombreux produits de l'érable.
L'industrie de la plasturgie (matériaux composites et plastiques) est très importante dans la région et contribue de manière importante à son économie. Le chiffre d'affaires annuel de cette industrie pour la région est de près d'un milliard de dollars et  cette dernière emploie plus de 5 000 personnes.
L'industrie de la plasturgie en Chaudière-Appalaches peut d'ailleurs compter sur la présence du créneau d'excellence ACCORD Alliance Polymères Québec (Vallée de la Plasturgie).

### Chasse et pêche
Au départ, les Hurons-Wendat ne faisaient pas de la chasse une activité principale, chassant alors avec des flèches, des lances et des arcs.
Pour la chasse au gros gibier, tel l'orignal et au caribou, les familles doivent souvent se déplacer en hiver.
La viande était conservée par séchage, de même que le poisson ou la courge. La peau était tannée et utilisée pour créer des vêtements.

### Cinéma et télévision

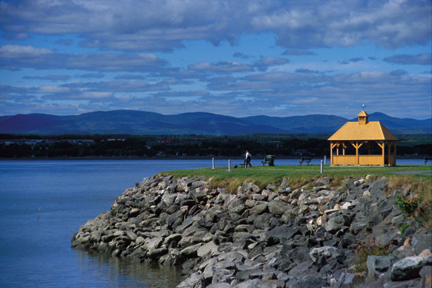
Paysage, Saint-Michel-de-Bellechasse, Chaudière-Appalaches, Québec

Depuis l'ouverture officielle, au printemps 2018,,, du BCTCA - Bureau du cinéma et de la télévision de Chaudière-Appalaches, Chaudière-Appalaches a un nouvel organisme qui a pour mission principale de promouvoir la production cinématographique et télévisuelle dans la région. Le BCTCA offre gratuitement ses services d'assistance aux producteurs dans leurs recherches de lieux de tournage et leurs demandes de permis avec les autorités. Il crée un lien avec les commerçants, les citoyens et les médias,,. Il réfère ensuite vers les banques de ressources humaines, matérielles et techniques sur le territoire. Le BCTCA est membre de diverses organisations telles que Tourisme Chaudière-Appalaches et le Bureau du cinéma et de la télévision du Québec.